# Telmatactis devisi
Telmatactis devisi is een zeeanemonensoort uit de familie Isophelliidae.
Telmatactis devisi is voor het eerst wetenschappelijk beschreven door Haddon & Shackleton in 1893.